# British Comedy Awards 2010

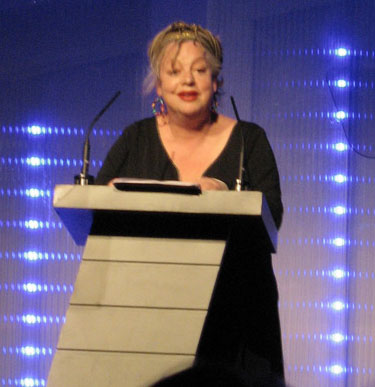
Jo Brand, najlepsza komiczka

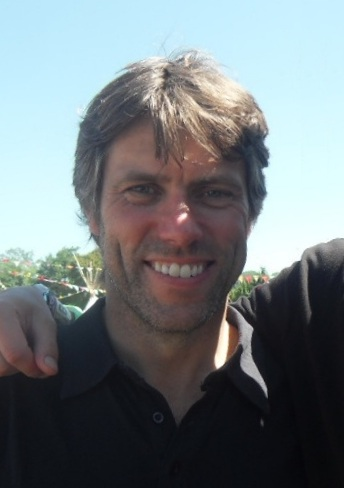
John Bishop, najlepszy męski debiut komediowy

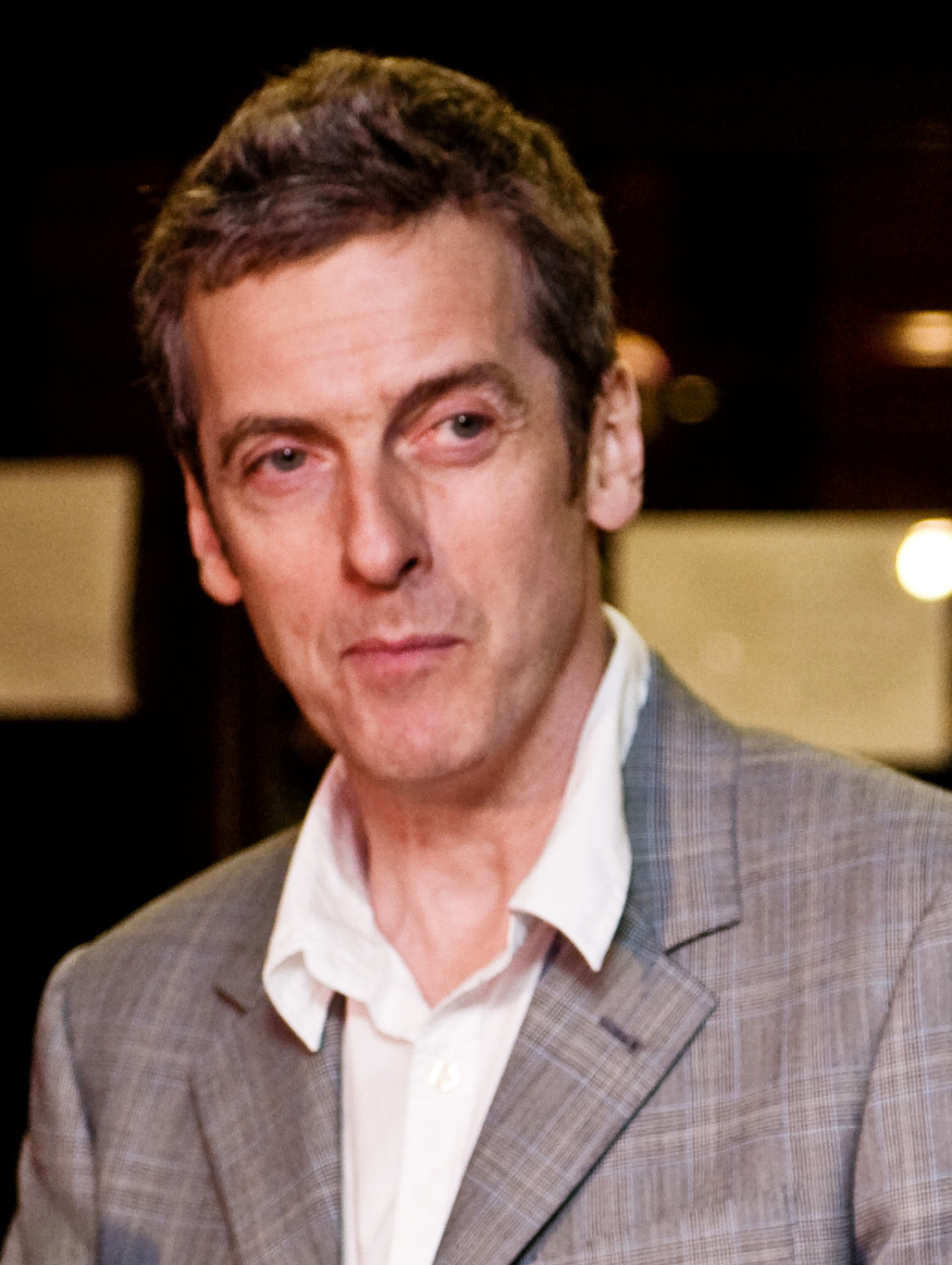
Peter Capaldi, najlepszy aktor komediowy

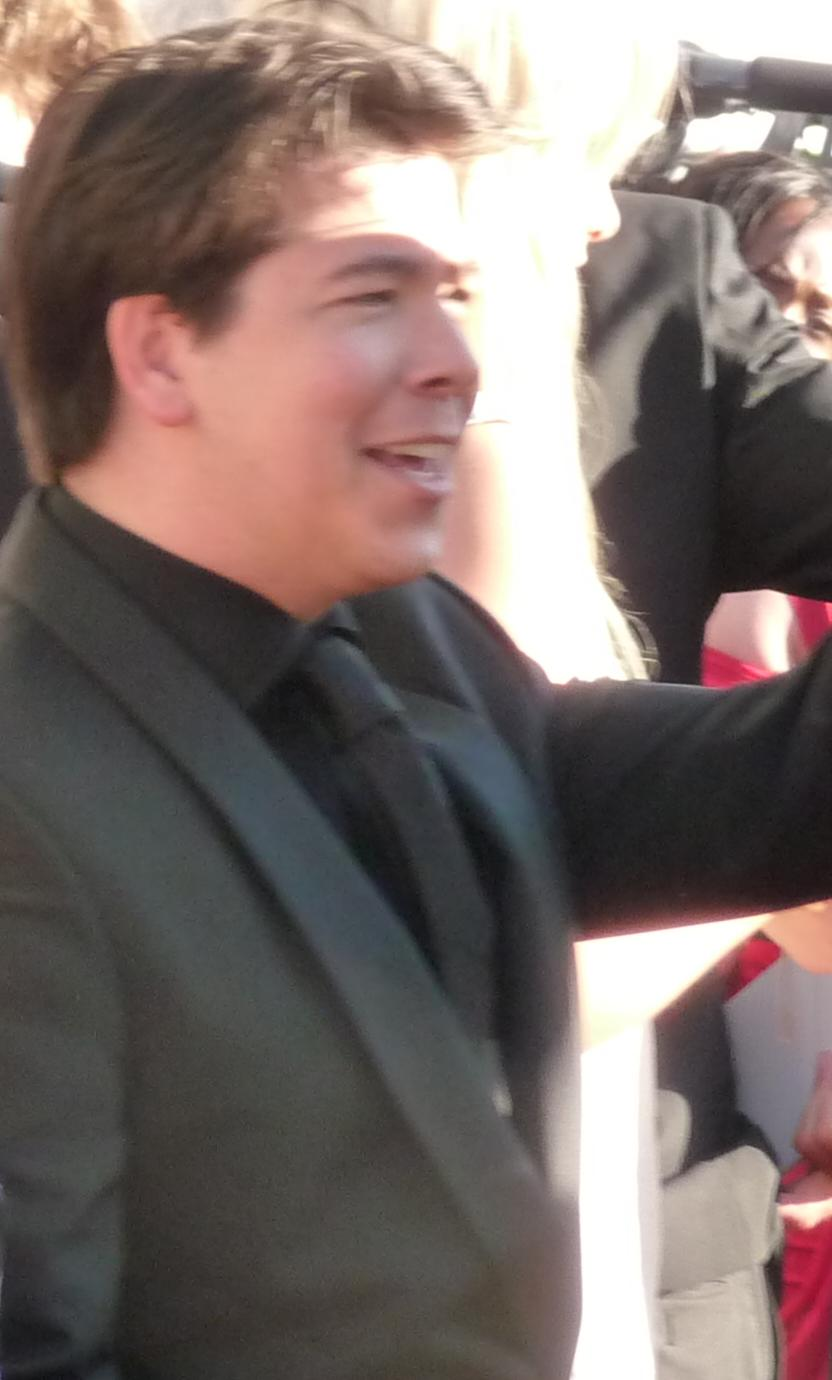
Michael McIntyre, najlepszy komik

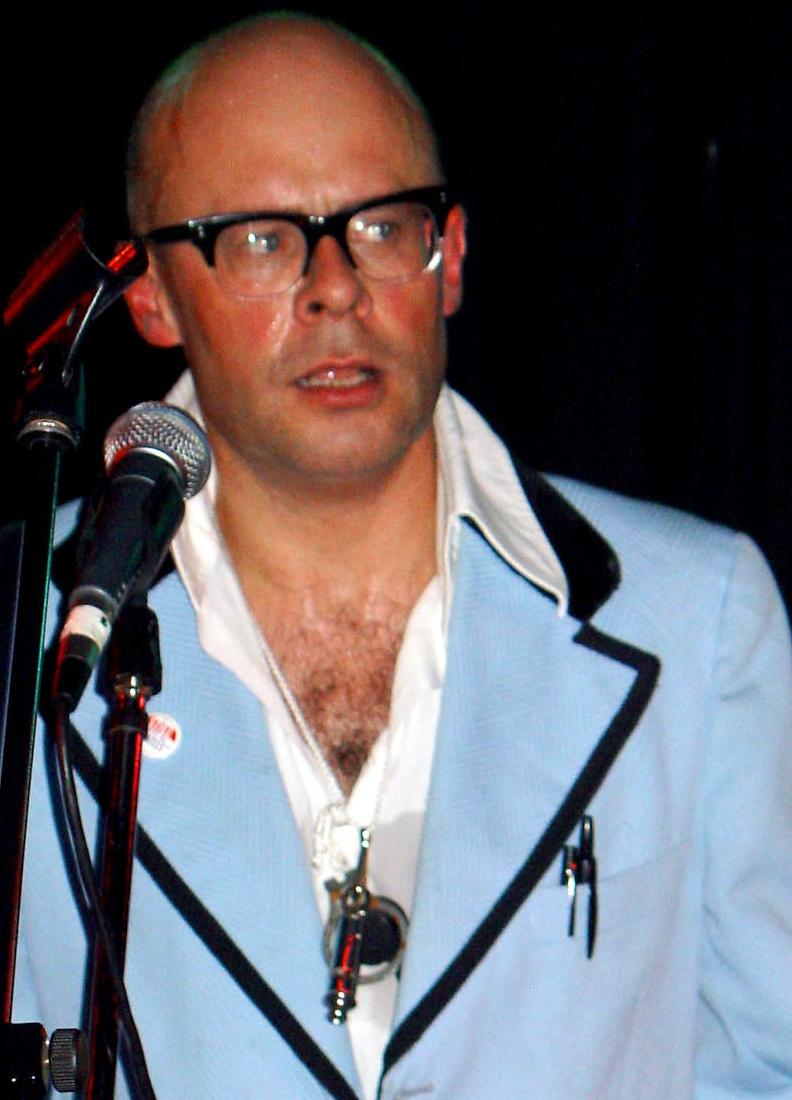
Harry Hill, najlepsza osobowość w komedii i rozrywce

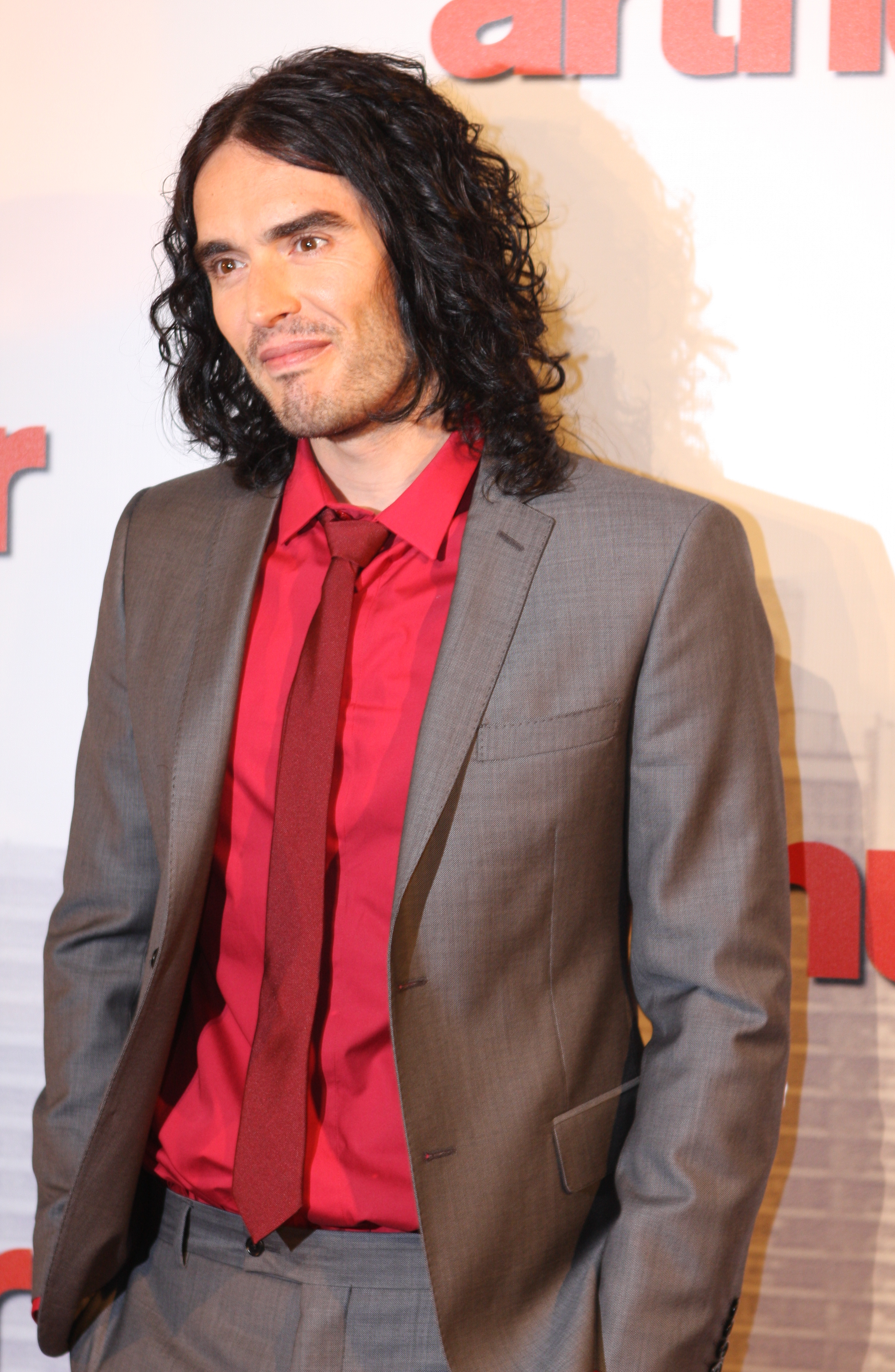
Russell Brand, nagroda specjalna

British Comedy Awards 2010 – dwudziesta pierwsza edycja nagród British Comedy Awards i zarazem pierwsza po ich bardzo gruntownej reformie, w ramach której m.in. zupełnie zmieniono sposób przyznawania nominacji i nagród, odświeżono kategorie, powołano Brytyjską Akademię Komedii, zaś telewizją transmitującą ceremonie rozdania został Channel 4. Nie zmienił się natomiast prowadzący galę, którym pozostał Jonathan Ross.

## Laureaci i nominowani

### Najlepszy komediowy teleturniej panelowy
- Nagroda: Would I Lie To You
- Pozostali nominowani:
  - Have I Got News For You
  - Shooting Stars

### Najlepszy program komediowo-rozrywkowy
- Nagroda: Newswipe
- Pozostali nominowani:
  - The Graham Norton Show
  - Harry Hill’s TV Burp

### Najlepsza osobowość w komedii i rozrywce
- Nagroda: Harry Hill
- Pozostali nominowani:
  - Charlie Brooker
  - Ant & Dec (Anthony McPartlin i Declan Donnelly)

### Najlepszy telewizyjny komik
- Nagroda: Michael McIntyre
- Pozostali nominowani:
  - Harry Hill
  - David Mitchell

### Najlepsza telewizyjna komiczka
- Nagroda: Jo Brand
- Pozostałe nominowane:
  - Sarah Millican
  - Shappi Khorsandi

### Najlepsza nowa brytyjska komedia telewizyjna
- Nagroda: Miranda
- Pozostali nominowani:
  - Grandma’s House
  - The Trip

### Najlepszy męski debiut komediowy
- Nagroda: John Bishop
- Pozostali nominowani:
  - Jack Whitehall
  - Kayvan Novak

### Najlepszy kobiecy debiut komediowy
- Nagroda: Samantha Spiro
- Pozostałe nominowane:
  - Sarah Millican
  - Isy Suttie

### Najlepszy sketch show
- Nagroda: Horrible Histories
- Pozostali nominowani:
  - The Armstrong and Miller Show
  - Harry and Paul

### Najlepszysitcom
- Nagroda: The Inbetweeners
- Pozostali nominowani:
  - Miranda
  - The Thick of It

### Najlepszy aktor komediowy
- Nagroda: Peter Capaldi
- Pozostali nominowani:
  - James Buckley
  - Rob Brydon
  - Tom Hollander

### Najlepsza aktorka komediowa
- Nagroda: Miranda Hart
- Pozostałe nominowane:
  - Jo Brand
  - Katherine Parkinson

### Najlepsza brytyjska rola w komedii filmowej
- Nagroda: Kayvan Novak
- Pozostali nominowani:
  - Aaron Johnson
  - Nigel Lindsay

### Nagroda Brytyjskiej Gildii Scenarzystów
Nagrodę otrzymali Sam Bain i Jesse Armstrong. W tej kategorii nie ma nominacji.

### Nagroda specjalna Brytyjskiej Akademii Komedii za wybitne osiągnięcia
Nagrodę otrzymał Russell Brand.

### Nagroda Brytyjskiej Akademii Komedii za całokształt twórczości
Nagrodę otrzymał Roy Clarke.